# Элегии (Проперций)
«Элегии» — собрание стихотворений римского поэта Секста Проперция в четырёх книгах, опубликованное в конце I века до н. э. (первая книга до 28 года до н. э., четвёртая — после 16 года до н. э.). Вошедшие в его состав произведения написаны элегическим дистихом, посвящены в основном любовной тематике (кроме того, автор восхваляет Августа). В них заметно влияние лирики Катулла.
«Элегии» снискали большую популярность у античных читателей. В эпоху Нового времени они оказали заметное влияние на становление элегического жанра. В частности, Иоганн Вольфганг Гёте ориентировался на Проперция, создавая «Римские элегии».